# Willie Henderson
William Henderson, meglio conosciuto con il nome Willie (Baillieston, 24 gennaio 1944), è un ex calciatore scozzese, di ruolo attaccante.

## Biografia
Dopo la morte della figlia Michelle, avuta con la moglie Veronica, per un cancro della cervice ha dato seguito al suo progetto "Michelle Henderson Cervical Cancer Trust" per finanziare attrezzature ospedaliere, medicine e gruppi di sostegno per le donne affette dalla malattia.
Nel 2006 è stato inserito nella Hall of Fame del calcio scozzese.

## Caratteristiche tecniche
Henderson era un'ala veloce e scaltra.

## Carriera

### Club
Di ruolo ala, Henderson si forma calcisticamente nel Baillieston Jrs., venendo ingaggiato nel 1960 dai Rangers, club nel quale giocò sino al 1972. Con i Rangers esordì all'età di 17 anni ottenendo con il suo club numerosi successi, tra cui tre campionati, cinque Scottish League Cup, 4 Scottish Cup e la Coppa delle Coppe 1971-1972 (competizione nel quale però non prese parte alla finale). Con i Rangers Henderson raggiunse in altre due occasioni la finale di Coppa delle Coppe, nel 1960-1961 e nella Coppa delle Coppe 1966-1967, che giocò da titolare. Con i Rangers giocò inoltre in tre edizioni della Coppa dei Campioni, raggiungendo i quarti di finale nelle edizioni 1961-1962 e 1964-1965.
Dopo una breve esperienza al Durban Utd in Sudafrica, ne 1972 si trasferisce in Inghilterra per giocare nello Sheffield Weds, squadra militante nella locale serie cadetta. L'esperienza al Wednesday sarà intermezzata da un ingaggio in America per giocare nella North American Soccer League 1973 con gli statunitensi del Miami Toros, con cui chiude il torneo al terzo ed ultimo posto al terzo posto nella Eastern Division.
Nel 1974 si trasferisce nella colonia britannica di Hong Kong per giocare con gli H.K. Rangers, con cui vince la Hong Kong Football Viceroy Cup 1974-1975.
Nel 1976 passa al Caroline Hill, sempre a Hong Kong con cui vince la sua seconda Hong Kong Viceroy Cup nel 1976-1977.
Nel 1977-1978 gioca con gli australiani del Brisbane Lions, per poi tornare in patria in forza agli Airdrieonians, impegnato nella serie cadetta scozzese. Si ritira dal calcio giocato al termine della stagione 1978-1979.

### Nazionale
Gioca con la nazionale scozzese dal 1962 al 1971, esordendo con la Tartan Army all'età di 18 anni. Con la sua nazionale ha vinto tre edizioni del Torneo Interbritannico, nel 1963, 1964 (ex aequo con Inghilterra e Irlanda del Nord) e 1967.

## Statistiche

### Cronologia presenze e reti in Nazionale
| Cronologia completa delle presenze e delle reti in nazionale ― Scozia | Cronologia completa delle presenze e delle reti in nazionale ― Scozia | Cronologia completa delle presenze e delle reti in nazionale ― Scozia | Cronologia completa delle presenze e delle reti in nazionale ― Scozia | Cronologia completa delle presenze e delle reti in nazionale ― Scozia | Cronologia completa delle presenze e delle reti in nazionale ― Scozia | Cronologia completa delle presenze e delle reti in nazionale ― Scozia | Cronologia completa delle presenze e delle reti in nazionale ― Scozia |
| Data                                                                  | Città                                                                 | In casa                                                               | Risultato                                                             | Ospiti                                                                | Competizione                                                          | Reti                                                                  | Note                                                                  |
| --------------------------------------------------------------------- | --------------------------------------------------------------------- | --------------------------------------------------------------------- | --------------------------------------------------------------------- | --------------------------------------------------------------------- | --------------------------------------------------------------------- | --------------------------------------------------------------------- | --------------------------------------------------------------------- |
| 20-10-1962                                                            | Cardiff                                                               | Galles                                                                | 2 – 3                                                                 | Scozia                                                                | Torneo Interbritannico 1963                                           | 1                                                                     |                                                                       |
| 7-11-1962                                                             | Glasgow                                                               | Scozia                                                                | 5 – 1                                                                 | Irlanda del Nord                                                      | Torneo Interbritannico 1963                                           | 1                                                                     |                                                                       |
| 6-4-1963                                                              | Londra                                                                | Inghilterra                                                           | 1 – 2                                                                 | Scozia                                                                | Torneo Interbritannico 1963                                           | -                                                                     |                                                                       |
| 8-5-1963                                                              | Glasgow                                                               | Scozia                                                                | 4 – 1                                                                 | Austria                                                               | Amichevole                                                            | -                                                                     |                                                                       |
| 4-6-1963                                                              | Bergen                                                                | Norvegia                                                              | 4 – 3                                                                 | Scozia                                                                | Amichevole                                                            | -                                                                     |                                                                       |
| 9-6-1963                                                              | Dublino                                                               | Irlanda                                                               | 1 – 0                                                                 | Scozia                                                                | Amichevole                                                            | -                                                                     |                                                                       |
| 13-6-1963                                                             | Madrid                                                                | Spagna                                                                | 2 – 6                                                                 | Scozia                                                                | Amichevole                                                            | 1                                                                     |                                                                       |
| 12-10-1963                                                            | Belfast                                                               | Irlanda del Nord                                                      | 2 – 1                                                                 | Scozia                                                                | Torneo Interbritannico 1964                                           | -                                                                     |                                                                       |
| 7-11-1963                                                             | Glasgow                                                               | Scozia                                                                | 6 – 1                                                                 | Norvegia                                                              | Amichevole                                                            | -                                                                     |                                                                       |
| 20-11-1963                                                            | Glasgow                                                               | Scozia                                                                | 2 – 1                                                                 | Galles                                                                | Torneo Interbritannico 1964                                           | -                                                                     |                                                                       |
| 11-4-1964                                                             | Glasgow                                                               | Scozia                                                                | 1 – 0                                                                 | Inghilterra                                                           | Torneo Interbritannico 1964                                           | -                                                                     |                                                                       |
| 12-5-1964                                                             | Hannover                                                              | Germania                                                              | 2 – 2                                                                 | Scozia                                                                | Amichevole                                                            | -                                                                     |                                                                       |
| 10-4-1965                                                             | Londra                                                                | Inghilterra                                                           | 2 – 2                                                                 | Scozia                                                                | Torneo Interbritannico 1965                                           | -                                                                     |                                                                       |
| 8-5-1965                                                              | Glasgow                                                               | Scozia                                                                | 0 – 0                                                                 | Spagna                                                                | Amichevole                                                            | -                                                                     |                                                                       |
| 23-5-1965                                                             | Chorzów                                                               | Polonia                                                               | 1 – 1                                                                 | Scozia                                                                | Qual. Mondiali 1966                                                   | -                                                                     |                                                                       |
| 27-5-1965                                                             | Helsinki                                                              | Finlandia                                                             | 1 – 2                                                                 | Scozia                                                                | Qual. Mondiali 1966                                                   | -                                                                     |                                                                       |
| 2-10-1965                                                             | Belfast                                                               | Irlanda del Nord                                                      | 3 – 2                                                                 | Scozia                                                                | Torneo Interbritannico 1966                                           | -                                                                     |                                                                       |
| 13-10-1965                                                            | Glasgow                                                               | Scozia                                                                | 1 – 2                                                                 | Polonia                                                               | Qual. Mondiali 1966                                                   | -                                                                     |                                                                       |
| 9-11-1965                                                             | Glasgow                                                               | Scozia                                                                | 1 – 0                                                                 | Italia                                                                | Qual. Mondiali 1966                                                   | -                                                                     |                                                                       |
| 24-11-1965                                                            | Glasgow                                                               | Scozia                                                                | 4 – 1                                                                 | Galles                                                                | Torneo Interbritannico 1966                                           | 1                                                                     |                                                                       |
| 11-5-1966                                                             | Glasgow                                                               | Scozia                                                                | 0 – 3                                                                 | Paesi Bassi                                                           | Amichevole                                                            | -                                                                     |                                                                       |
| 16-11-1966                                                            | Glasgow                                                               | Scozia                                                                | 2 – 1                                                                 | Irlanda del Nord                                                      | Qual. Euro 1968                                                       | -                                                                     | [ 4 ]                                                                 |
| 30-5-1968                                                             | Amsterdam                                                             | Paesi Bassi                                                           | 0 – 0                                                                 | Scozia                                                                | Amichevole                                                            | -                                                                     |                                                                       |
| 6-5-1969                                                              | Glasgow                                                               | Scozia                                                                | 1 – 1                                                                 | Irlanda del Nord                                                      | Torneo Interbritannico 1969                                           | -                                                                     |                                                                       |
| 10-5-1969                                                             | Londra                                                                | Inghilterra                                                           | 4 – 1                                                                 | Scozia                                                                | Torneo Interbritannico 1969                                           | -                                                                     |                                                                       |
| 17-5-1969                                                             | Glasgow                                                               | Scozia                                                                | 8 – 0                                                                 | Cipro                                                                 | Qual. Mondiali 1970                                                   | 1                                                                     |                                                                       |
| 21-9-1969                                                             | Dublino                                                               | Irlanda                                                               | 1 – 1                                                                 | Scozia                                                                | Amichevole                                                            | -                                                                     |                                                                       |
| 21-4-1971                                                             | Lisbona                                                               | Portogallo                                                            | 2 – 0                                                                 | Scozia                                                                | Qual. Euro 1972                                                       | -                                                                     |                                                                       |
| Totale                                                                |                                                                       | Presenze                                                              | 29                                                                    |                                                                       | Reti                                                                  | 5                                                                     |                                                                       |

## Palmarès

### Club

#### Trofei nazionali
- Campionato scozzese: 3

Rangers: 1960-1961, 1962-1963, 1963-1964
- Coppa di Scozia: 4

Rangers: 1961-1962, 1962-1963, 1963-1964, 1965-1966
- Coppa di Lega scozzese: 5

Rangers: 1960-1961, 1961-1962, 1963-1964, 1964-1965, 1970-1971
- Hong Kong Viceroy Cup: 2

Hong Kong Rangers: 1974-1975
Caroline Hill: 1976-1977

#### Competizioni internazionali
- Coppa delle Coppe: 1

Rangers: 1971-1972

### Nazionale
- Torneo Interbritannico: 3

1963, 1964 (ex aequo con Inghilterra e Irlanda del Nord), 1967